# Toxicodendron hookeri
Toxicodendron hookeri är en sumakväxtart som först beskrevs av Sahni & Bahadur, och fick sitt nu gällande namn av C.Y. Wu & T.L. Ming. Toxicodendron hookeri ingår i släktet Toxicodendron och familjen sumakväxter. Utöver nominatformen finns också underarten T. h. microcarpum.